# Klaus von See
Klaus von See (* 10 de agosto de 1927 en Altendorf, Baja Sajonia; † 30 de agosto de 2013 en Fráncfort del Meno) fue un filólogo nórdico alemán y medievalista germánico. Fue profesor de la Universidad Johann Wolfgang Goethe de Fráncfort del Meno.

## Vida
Klaus von See estudió historia, germanística y filología nórdica en la Universidad de Hamburgo e hizo su doctorado en 1953, bajo la tutoría del historiador Hermann Aubin. Seguidamente estudió derecho, pero a partir de 1957, con una plaza de asistente en el seminario germanístico de Hamburgo, antepuso su interés por la filología germánica y sobre todo nórdica. En 1962 Von See ganó una cátedra con un estudio jurídico-filológico patrocinado por el filólogo de nórdico antiguo de la Universidad de Kiel, Hans Kuhn, con el título "Palabras jurídicas del nórdico antiguo. Estudios filológicos sobre concepción y convicción jurídica de los germanos" y enseguida le ofreciéron en la Universidad de Fráncfort del  Meno una plaza de profesorado de germanística, donde estuvo hasta su jubilación en 1995. Rechazó llamamientos de las universidades de Saarbrücken en 1963, Colonia en 1965, Kiel en 1968 y Bonn en 1976. La continuada ampliación del departamento nórdico del seminario germanístico facilitó en 1976 la fundación de un instituto propio de filología nórdica, de la cual fue el primer director.

## Magna Opera
Siendo editor del Neues Handbuch für Literaturwissenschaft (Manual nuevo de ciencia literaria), que lo comprenden 25 tomos, estructuró la obra, no como la antigua obra editada por Oskar Walzel por literaturas nacionales, sino por épocas. Así que lo aplicó desde el principio como estudio comparativo. 
Desde 1993 fue director del proyecto de la DFG llamado Edda-Kommentar, siendo su iniciador, y del que han salído hasta la fecha 5 tomos.

## Condecoraciónes
Klaus von See fue caballero de la orden de Dannebrog, Honorary Life Member de la Viking Society for Northern Research en Londres y portador de la cruz de caballeros de la orden islándica del halcón. Klaus von See falleció en 2013 y fue enterrado en el cementerio central de Fráncfort del Meno.

## Literatura (en selección)
como autor
- Altnordische Rechtswörter. Philologische Studien zur Rechtsauffassung und Rechtsgesinnung der Germanen (Hermaea/N.F.; Bd. 16). Niemeyer, Tübingen 1962 (Habilitationsschrift).
- Germanische Verskunst (Sammlung Metzler). Metzler, Stuttgart 1967.
- Deutsche Germanen-Ideologie. Vom Humanismus bis zur Gegenwart. Athenäum-Verlag, Frankfurt/M. 1970.
- Germanische Heldensage. Stoffe, Probleme, Methoden; eine Einführung. 2. Auflage. VG Athenaion, Wiesbaden 1981, ISBN 3-7997-7032-1 (EA Wiesbaden 1971).
- Barbar, Germane, Arier. Die Suche nach der Identität der Deutschen. Winter, Heidelberg 1994, ISBN 3-8253-0210-5.
- Kommentar zu den Liedern der Edda. Winter, Heidelberg 1997–2012 (7 Bde, zusammen mit Beatrice La Farge, Katja Schulz u. a.).
- Europa und der Norden im Mittelalter. Winter, Heidelberg 1999, ISBN 3-8253-0935-5.
- Die Göttinger Sieben. Kritik einer Legende (Beiträge zur neueren Literaturgeschichte/3; Bd. 155). 3. Auflage. Winter, Heidelberg 2000, ISBN 3-8253-1058-2 (EA Heidelberg 1997).
- Freiheit und Gemeinschaft. Völkisch-nationales Denken in Deutschland zwischen Französischer Revolution und Erstem Weltkrieg. Winter, Heidelberg 2001, ISBN 3-8253-1217-8.
- Königtum und Staat im skandinavischen Mittelalter. Winter, Heidelberg 2002, ISBN 3-8253-1378-6 (zugl. Dissertation, Universität Hamburg).
- Texte und Thesen. Streitfragen der deutschen uns skandivavischen Geschichte. Winter, Heidelberg 2003, ISBN 3-8253-1433-2 (mit einem Vorwort von Julia Zernack).
- Ideologie und Philologie. Aufsätze zur Kultur- und Wissenschaftsgeschichte (Frankfurter Beiträge zur Germanistik; Bd. 44). Winter, Heidelberg 2006, ISBN 3-8253-5221-8.

como editor
- Neues Handbuch der Literaturwissenschaft. VG Athenaion, Wiesbaden 1972ff (25 Bände).
- Die Strindberg-Fehde. Suhrkamp, Frankfurt/M. 1987, ISBN 3-518-38508-9.
- Victor Hehn: Olive, Wein und Feige. Kulturhistorische Skizzen. Insel-Verlag, Frankfurt/M. 1992, ISBN 3-458-33127-1.
- Heinrich Luden, Johanna Schopenhauer: Die Schlacht von Jena und die Plünderung Weimars im Oktober 1807. Winter, Heidelberg 2007, ISBN 978-3-8253-5268-4 (zusammen mit Helena Lissa Wiessner).

como traductor
- Das Jütsche Recht. Valdemar II. König von Dänemark („Den jyske lov“). Böhlau, Weimar 1960 (aus dem Altdänischen übersetzt).

## Literatura
- Gerd Wolfgang Weber (Hrsg.): Idee, Gestalt, Geschichte. Studien zur europäischen Kulturtradition. Festschrift Klaus von See. University Press, Odense 1988, ISBN 87-7492-697-7 (mit einem Vorwort Zu Werk und Wissenschaft des Germanisten Klaus von See und einer Bibliographie Klaus von Sees bis 1988 S. 713–719).
- Bibliographie Klaus von Sees von 1989 bis 2002. In: Texte und Thesen. Streitfragen der deutschen und skandinavischen Geschichte. Winter, Heidelberg 2003, ISBN 3-8253-1433-2, S. 305–309.
- Kürschners Deutscher Gelehrten-Kalender 2009. 22. Ausgabe. K. G. Saur Verlag, München 2009, ISBN 978-3-598-23629-7.
- Notker Hammerstein: Die Johann Wolfgang Goethe Universität Frankfurt am Main, Bd. 2: Nachkriegszeit und Bundesrepublik 1945–1972. Wallstein-Verlag, Göttingen 2012, ISBN 978-3-8353-0550-2, S. 567–570.
- Julia Zernack: Klaus von See 1927–2013. In: European Journal of Scandinavian Studies 44, 1 (2014), S. 1–3.